# Kohautia gracilis
Kohautia gracilis är en måreväxtart som först beskrevs av Nathaniel Wallich, och fick sitt nu gällande namn av Dc.. Kohautia gracilis ingår i släktet Kohautia och familjen måreväxter. Inga underarter finns listade i Catalogue of Life.